# Йоста Міттаг-Леффлер
Магнус Йоста Міттаг-Леффлер (швед. Magnus Gustaf (Gösta) Mittag-Leffler;16 березня 1846, Стокгольм — 17 липня 1927, Юрсхольм) — шведський математик. Професор університетів в Гельсінгфорсі (з 1877) та Стокгольмі  (з 1881). Роботи відносяться до теорії аналітичних функцій. 1882 року заснував один з найбільших математичних журналів — Acta Mathematica.
Відомим учнем  Йости Міттаг-Лефлера був фінський математик Ялмар Меллін.